# Centruroides luceorum
Espèce
Centruroides luceorum est une espèce de scorpions de la famille des Buthidae.

## Distribution
Cette espèce est endémique de l'île de la Navasse aux Antilles.

## Étymologie
Cette espèce est nommée en l'honneur de Leila Hadley et Henry Christopher Luce.

## Publication originale
- Armas, 1999 : « Quince nuevos alacranes de La Española y Navassa, Antillas Mayores (Arachnida: Scorpiones). » Avicennia, vol. 10/11, p. 101-136.